# Ofițer de informații
Ofițerii de informații sunt implicați în dobândirea, evaluarea, analiza și valorificarea informațiilor secrete. Ei lucrează în primul rând pentru cele două servicii secrete Române (SRI și SIE), Administrația Națională a Penitenciarelor (ANP)  cât și pentru forțele armate (DGIA) și poliție (DGIPI, DOS).
Ofițerii de informații lucrează pentru protejarea securității naționale și a bunăstării economice a României, precum și pentru a detecta și a preveni crima organizată în formă agravantă, cum ar fi traficul de droguri.
Acționând în funcție de cerințele și prioritățile guvernului, ofițerii de informații pot fi implicați în furnizarea de sprijin pentru operațiuni militare și aplicare a legii, detectarea și prevenirea proliferării armelor de distrugere în masă (chimice, biologice, radiologice și nucleare), contra-spionaj, contra-terorism, și înlăturarea amenințărilor la adresa securității cibernetice, cum ar fi cyber-spionajul și atacurile asupra rețelelor de calculatoare.
Responsabilitățile principale ale ofițerilor de informații sunt :
- Recunoașterea și analiza informațiilor care ar putea afecta obiectivele și interesele naționale.
- Comanda, direcționarea și controlul unei unități de informații sau echipe.
- Operarea și gestionarea sistemelor de tehnologia informației.
- Recomandarea și implementarea unor sisteme sofisticate de supraveghere și de colectare al informațiilor.
- Protejarea materialelor strict secrete.
- Furnizarea de informații sub formă de rapoarte oficiale către beneficiarii din guvern.